# Barátok közt (17. évad)
A Barátok közt 17. évadát 2014. július 14. és 2015. július 10. között vetítette az RTL Klub. 2014 novemberében teljesen megújult a sorozat főcíme. 

## Az évad szereplői
- Bambi (Török Anna) (2014. augusztusig)
- Baltazár ’Balta’ (Molnár Gusztáv) (2014. augusztustól)
- Bartha Zsolt (Rékasi Károly) (2015. szeptemberig)
- Bartha Krisztián (Seprenyi László)
- Bárány Enikő (Pataki Szilvia) (2015. májusig)
- Bende Brigitta (Berki Szofi)
- Berényi Attila (Domokos László)
- Berényi Ágnes (Gubík Ági)
- Berényi Balázs (Aradi Balázs) (2015. szeptember–október)
- Berényi Claudia (Ábrahám Edit) (2014. december–2015. január)
- Berényi Miklós (Szőke Zoltán)
- Berényi Tímea (Jelinek Éva)
- Berényi Zita (Petrics Villő) (2014. július–2015. február)
- Berényi Zsuzsa (Csomor Csilla) (2015. április–május)
- Bokros Ádám (Solti Ádám)
- Bokros Gizella (Gyebnár Csekka)
- Dr. Balogh Nóra (Varga Izabella)
- Dr. Borbély Barnabás (Mészáros Károly) (2015. február–május)
- Dr. Petrik Gedeon (Gáspár András)
- Fekete Alíz (Nagy Alexandra) (2015. augusztusig, októbertől)
- Fekete Bözsi (Szilágyi Zsuzsa)
- Fekete Luca (Koller Virág)
- Fekete Szabolcs (Bozsek Márk) (2015. április–május)
- Halmos Ferenc ’Fasírt’ (Fischer Norbert)
- Holman Hanna (Nyári Diána)
- Holman Rita (Bognár Gyöngyvér) (2015. augusztus–október)
- Illés Júlia (Mérai Katalin)
- Illés Máté (Puha Kristóf)
- Illés Péter (Kiss Péter Balázs)
- Juhász Mirtill (Hábermann Lívia) (2015. május–június)
- Kertész Géza (Németh Kristóf) (2014. augusztus–november)
- Kertész Ildikó (Janza Kata) (2014. október–november)
- Kertész Mónika (Huszárik Kata) (2014. november–december, 2015. július–augusztus)
- Kertész Vilmos (Várkonyi András)
- Kiss Vazul (Katkó Ferenc)
- Kliszki Valér (Szegezdi Róbert)
- Koós Benjámin/Gera Henrik (Gömöri András Máté) (2014. októberig)
- Korlay János (Linka Péter)
- Mayer Ottó (Pribelszki Norbert)
- Medve Tibor (Bánvölgyi Tamás)
- Nagy Tóbiás (Józan László)
- Nádor Kinga (Balogh Edina) (2014. július–október, 2015. június–július)
- Novák László (Tihanyi-Tóth Csaba)
- Oravecz Nikol (Csomor Ágnes) (2014. augusztus–november)
- Pécsi Margó (Antal Olga) (2014. november–2015. május)
- Pipó Brúnó (Császár Roland)
- Schneider Ludwig (Zubornyák Zoltán) (2015. októbertől)
- Schneider Róbert (Pásztor Tibor) (2014. októbertől)
- Serfőző Áron (Buzási Máté) (2014. szeptember–november)
- Szabó Botond és Szabó Kende (Németh Norbert és Németh Gergő)
- Szilágyi Andrea (Deutsch Anita)
- Szilágyi Oszkár (Z. Lendvai József)
- Szentesi Olívia (Fekete Judit)
- Szentmihályi Zsófia (Lékai-Kiss Ramóna)
- Takács Liza (Paku Éva Lilla) (2015. júniustól)
- Tóth Gábor (Tóth András)
- Vida Rudi (Csórics Balázs) (2014. novemberig, 2015. áprilistól)